# Vízigesztenye
A vízigesztenye (Eleocharis dulcis) az egyszikűek (Liliopsida) osztályának perjevirágúak (Poales) rendjébe, ezen belül a palkafélék (Cyperaceae) családjába tartozó faj.

## Előfordulása
A vízigesztenye előfordulási területe Afrika déli fele, a Dél-afrikai Köztársaság kivételével, valamint egyes nyugat-afrikai térségek; Madagaszkáron is jelen van. Ázsiában az elterjedése Pakisztántól kezdve, Indián, Srí Lankán és Délkelet-Ázsián keresztül, északra Kínáig, a Koreai-félszigetig és Japánig tart, míg délre a Fülöp-szigetekig és Indonéziáig tart. Az ausztrál kontinens nagy részén is őshonos.

## Megjelenése
Ez a palkaféle 30-120 centiméter magas évelő növény, amely sűrű csomókban nő. Gyökerei narancssárgásak vagy vörösesbarnák. A fiatal indái fehérek 30 centiméter hosszúak és 6 milliméter szélesek. A virágzata halványzöld 25-50 milliméter hosszú és 2-6 milliméter átmérőjű virágokból tevődik össze. Egy-egy virágnak 3 fehér bibéje van. A termése körülbelül 2 milliméter hosszú, háromszög alakú, sima felületű és barna színű. A szintén barna színű, „gesztenyeszerű” gumója ehető, emiatt – főleg Ázsiában – termesztik.

## Életmódja
A mocsarak és sekély vizű tavak lakója. A tengerszinttől egészen 2150 méteres tengerszint feletti magasságig megtalálható.

## Képek

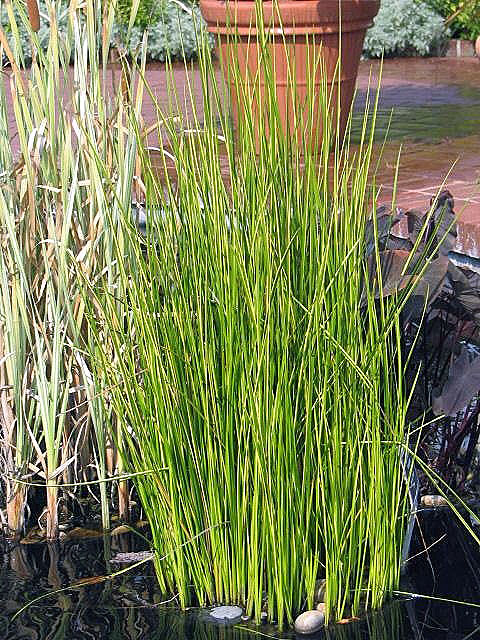
A növény csomókban nő
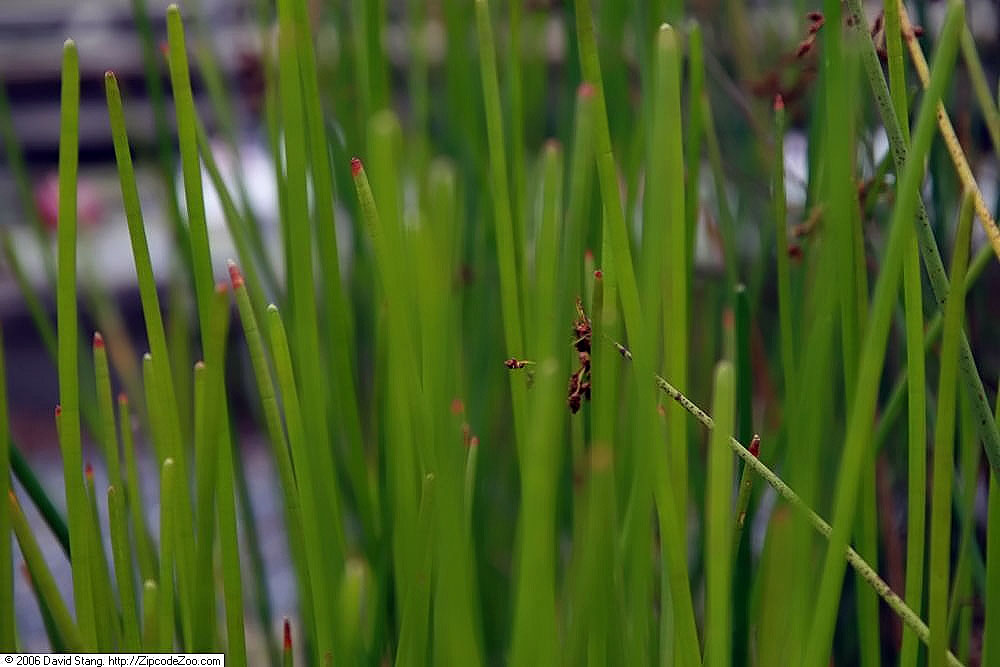
Levelei
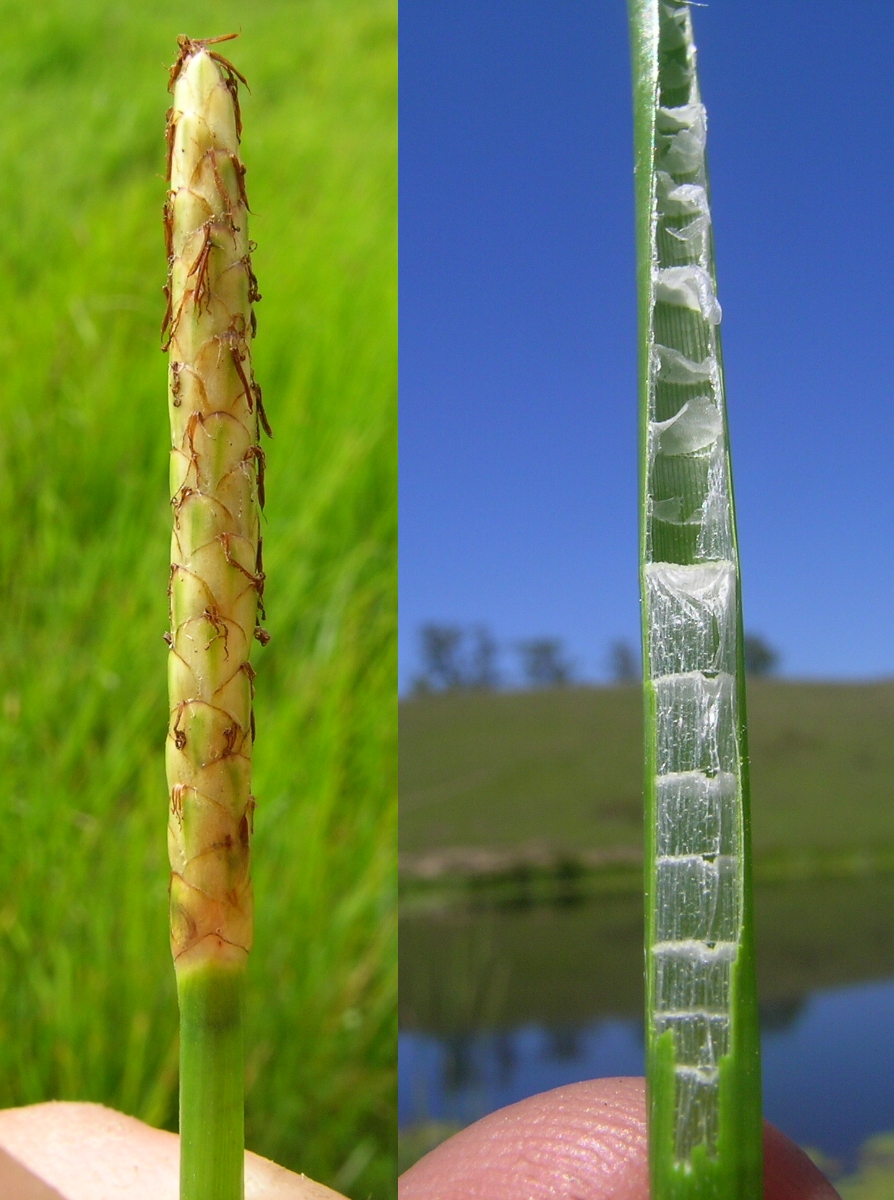
Virágzata és szára
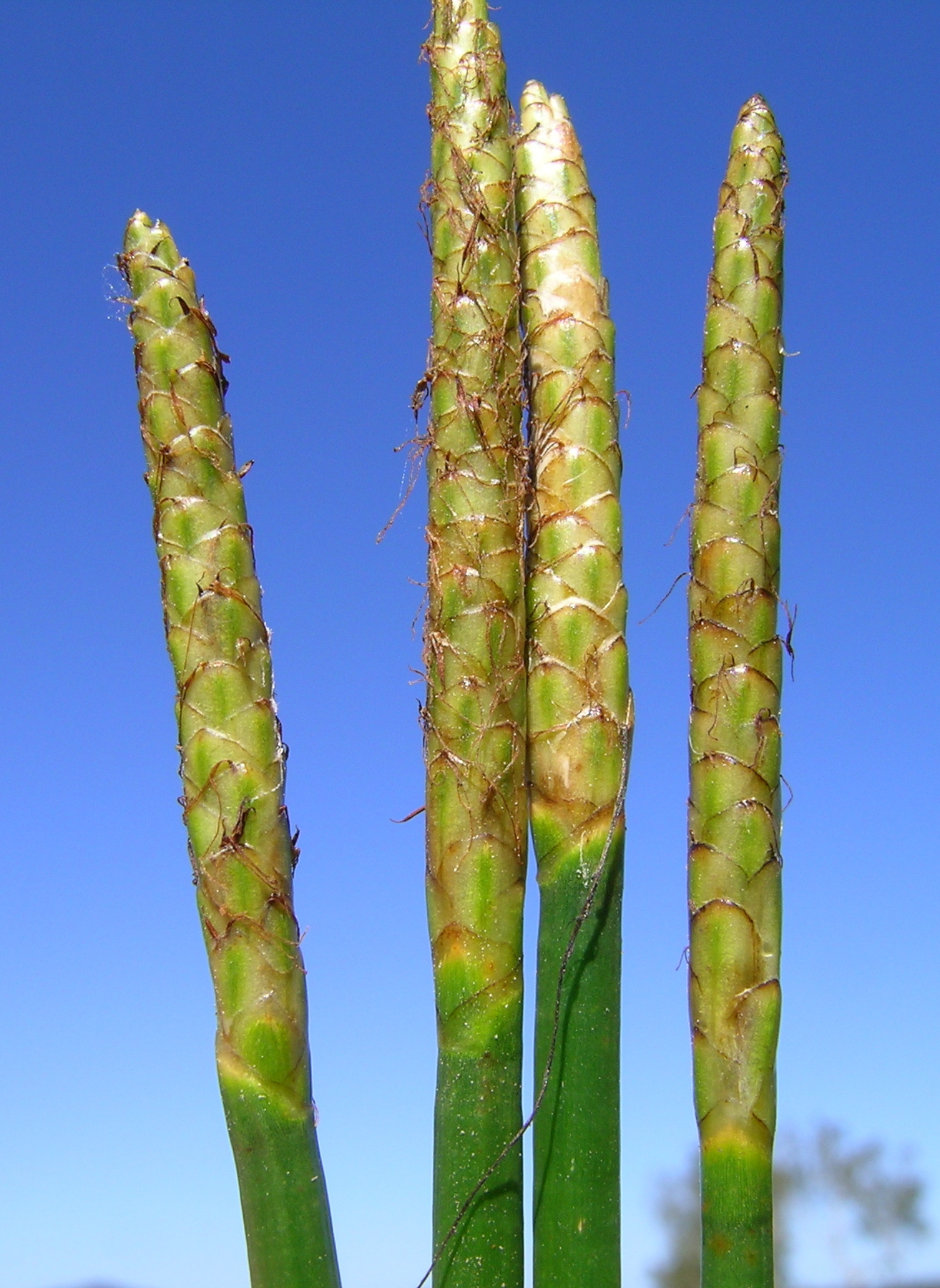
Virágzatai
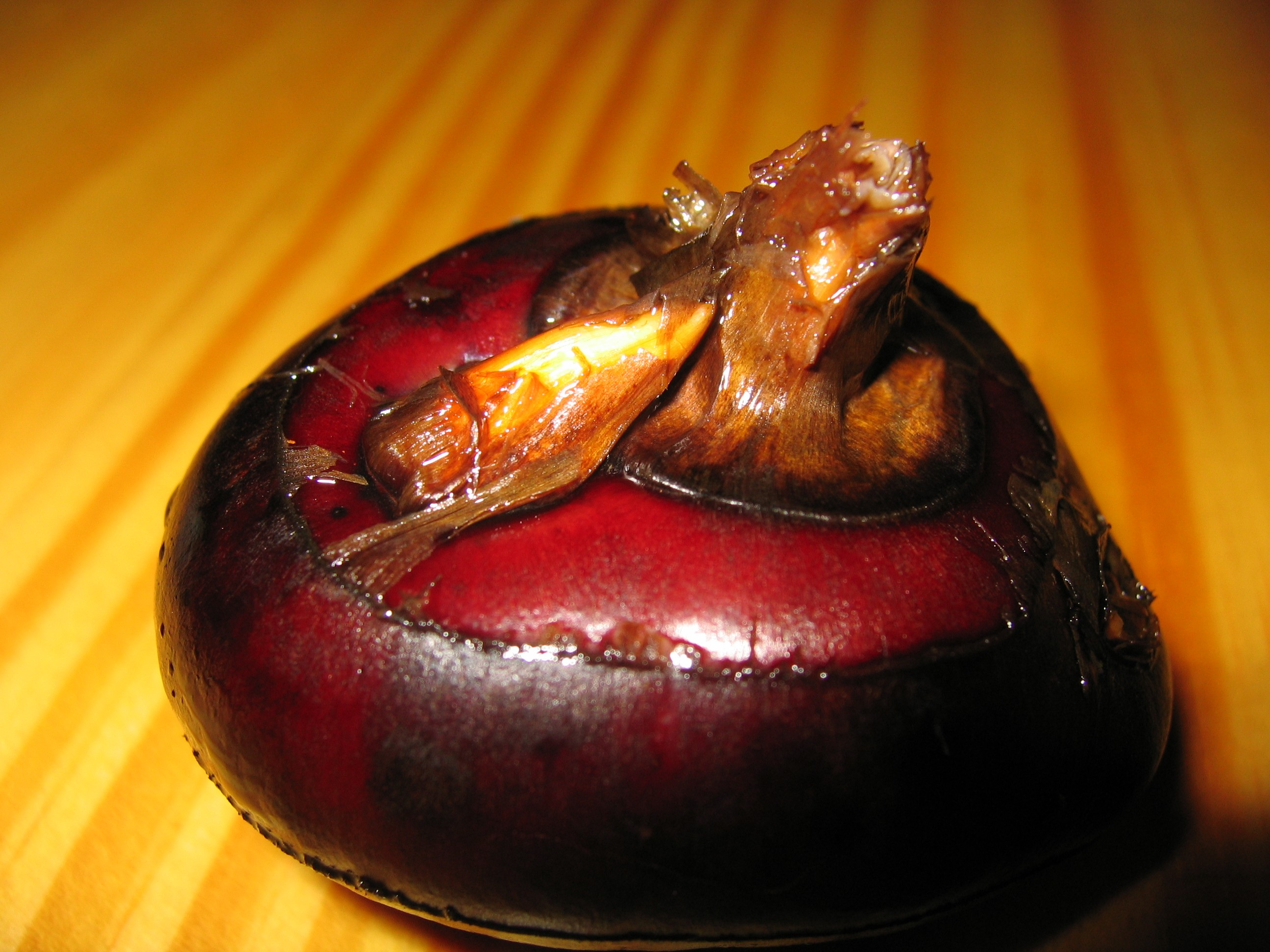
„Gesztenyéje”